# いしだ壱成
いしだ 壱成（いしだ いっせい、1974年〈昭和49年〉12月7日 - ）は、日本の俳優、歌手。本名：星川 一星（ほしかわ いっせい、旧姓：石田）。2024年個人事務所ぷりますてら設立。

## 来歴

### 生い立ち
1974年12月7日（土曜日）、東京都出身。実父・石田純一は早稲田大学商学部の学生で、星川まりと妊娠を機に結婚、父・純一が20歳の時に誕生する。
2歳の時に両親が離婚。母まりに引き取られる。その時、父方の祖父の石田武が父親代わりを買って出て溺愛したという。1989年に祖父が亡くなるまで敬愛していた。ヒッピー的なコミューンで屋久島、八ヶ岳などを転々として育つ。オレゴン州は旅行
15歳で渡豪、コロワルスクールというフリースクールに入る。世界中の同年代と触れ合い、この留学で英語に慣れる。16歳の春、帰国。　同年、父石田純一と13年振りの再会。

### 転機
1991年5月、トレンディドラマに立て続けに出演し“トレンディ俳優”として人気を博していた石田純一に女性週刊誌が“石田純一の隠し子”と壱成の存在をスクープ記事として大きく掲載した。
石田純一は記者の取材に対しおおむね肯定、芸能レポーターらの前で「隠していたというのは語弊がある。最初の結婚や子どもがいたことを公表していなかっただけ」と事実を認めた。壱成は国立駅前のロージナ茶房でアルバイト中で概に父と交流があった。

## 俳優業
石田純一のコンサートに居合わせたTVプロデューサーの目に止まり、フジテレビ、ザ・テレビジョン10周年記念ドラマスペシャル1992年「悲しいほどお天気」に出演、その後、同局の「ボクたちのドラマシリーズ」第1シーズン1992年『放課後』に初連続ドラマ出演。
「悲しいほどお天気」に出演後、父石田純一が経営する個人事務所「チキンボーイ」に所属事務所が正式に決まり、芸名のいしだ壱成は石田純一が姓名判断の専門家に相談して決めた。
1993年頃、『放課後』で知り合い親交のあった武田真治と共に憧れのデヴィッド・ボウイにヒントを得た中性的なファッションが注目を集め、「フェミ男」と呼ばれ若者に支持され、ドラマ視聴率にも影響を与えた。
1993年 大ヒットドラマ『ひとつ屋根の下』、1995年 代表作『未成年』で初主演、1998年『聖者の行進』など次々ヒット作に出演し、稀有な演技力と優れた容姿で絶大な人気を獲得、90年代を代表する若手俳優になる。脚本家野島伸司の作品多数。

## 音楽業
楽曲46曲　アルバム9枚
1994年に歌手としてワーナーミュージック・ジャパンより自身の作詞作曲「WARNING ワーニング」でデビュー。アルバム『Simple Thing』はゴールドディスクを受賞する。1994年アルバム『Love Popsy Love』1995年アルバム『A Little Trip To The Stone Circle』1999年アルバム『MOON DANCE』1999年アルバム『pur』等リリース。
俳優業にとどまらない才能を見せ90年代のカリスマ的存在となる
全ての曲を自身で作詞作曲。小学生の頃の夢はデヴィッド・ボウイのようなロックスター。お気に入りのアルバムは5th『ジギー・スターダスト』
俳優デビュー前からバンド活動を行っていた経験から、DJ DRAGON、武田真治らと「THE BIG BAND!!」として活動し、キーボード&ボーカルを担当。
「THE BIG BAND!!」は1996年にワーナーミュージック・ジャパンよりマキシシングル「SPEED MASTER ANTHEM -TOKYO HOT ROD STYLEE-」でデビューし、赤坂ブリッツにてライブを行う。

### 逮捕
2001年8月20日、大麻・LSD所持などの大麻取締法違反により逮捕され、執行猶予付きの有罪判決を受けた。舞台『大江戸ロケット』を途中で降板し、芸能活動停止となる。
著書『未中年』に鬱病と大麻との関係、使用の経緯について詳細に説明している。

### 活動再開～解雇
2年間の謹慎期間を経て2003年に俳優復帰。
2003年最初の結婚。同年12月に長男誕生　2006年1月離婚。
2009年1月26日、当時都内で同居していた元女優とは別に一般女性と交際していた事が発覚。所属事務所は「交際は事実」と認め、無期限の謹慎処分にすると発表。同月末をもって解雇された。

### 2010年代
2010年、中国に渡り、映画、ドラマなどのエキストラをしながら中国歴史大河ドラマ『恕の人 〜孔子伝〜』の顔回役として出演する。
2011年以降、森井睦ピープル・シアターの舞台に出演する。2011年から石川県白山市鶴来地域に移住し、耕作放棄地の再生や古民家を改装したシェアハウスを企画して地域の活性化に取り組む。
2011年、『iSSEi iSHiDA』名義で、サイケデリックトランスDJとして活動。
2012年、バラエティ番組にも積極的に出演するようになる。「人志松本のすべらない話（第23弾）」「中居正広の金曜日のスマたちへ」「人生が変わる1分間の深イイ話」「ダウンタウンDX 20周年スペシャル」「くりぃむクイズ ミラクル9」など。
2013年、東京芸術劇場の「ソウルドリームズ」に出演、10月には同劇場にてピープルシアター第58回公演「蝦夷地別件」の主役を務めた。
2018年4月、24歳下の元タレントと3度目の結婚。

### 2020年代
2021年12月、離婚。年の差婚による誹謗中傷でいしだがうつ病を発症、「ぼくの“悪評”をメディアで知っていたのか全部面接でダメで」仕事が中々決まらず貧困の中、元妻の送迎をしていた男性との不倫関係が発覚し離婚、いしだは離婚原因は生活が困窮したためと語った。
2022年3月、トルコで植毛手術を受けたことを自身のInstagramと、スポンサーである株式会社薄毛の窓口の公式YouTubeチャンネルで報告した。
2022年4月、植毛手術を受けたことがきっかけでメディアへの出演が増え始め、11年ぶりに東京に拠点を戻し、芸能活動を再開した。
2022年12月7日 『未中年～栄光と転落、再生への挑戦～』 単行本 出版
2024年5月、個人事務所『株式会社ぷりますてら』を設立。

## 人物
東日本大震災の直前のブログで、11歳頃に母親とともに反原発の運動に参加し、機動隊員に殴られた経験があること、自身はカトリックの洗礼名である「ラジ」で呼ばれていることを明かしている。
芝居の師匠は美輪明宏と公言している。10代の頃、舞台で共演し「あなた、天才ね」といわれ、演技について沢山のことを教授されたという。「お前の演技の才能は母からだ。だから俺は勝てない」と石田純一にいわれる。憑依型の天才肌でカメレオンタイプといわれる
著書『未中年』で自身の鬱病について詳細に説明している。完治することはなく仲良く付き合うもの、躁も入るようになりコントロールしている。
語学に関心が高い。2023年4月にInstagramで「日曜日からフィリピン語学留学へGO ビシバシのビジネスイングリッシュを学んで来ます」とフィリピンへ語学留学することを報告、ライブ配信では「ハリウッドに挑戦したい」と意気込みを示した
13歳から16歳までの3年間は、オーストラリアのフリースクールに海外留学を経験した。

### 趣味・嗜好・特技
趣味は旅、神社巡り。
滝打ち(滝行)、温泉。　英語が堪能 

### 目標・夢
「日本の表舞台のバイプレイヤーになりたい。その後、ハリウッド、クエンティン・タランティーノ監督の映画に出たい。70代はヨーロッパの舞台に立っていたい。」

### エピソード
鬱状態の時に、父石田純一が事情のため息子の収入のほぼすべてを自身の使途にあてたことが判明、人間不信と数億円失ったショックで激鬱状態になる。その影響で『ひとつ屋根の下2』の撮影開始時、どうにもならなくなったが出演者の「Ｍさんが壱成君のことを好きといっている」と人づてに聞き一気に元気になり（おそらく松たか子）、「恋愛的進展は何もなかった」が撮影を乗り切った。
脚本家 野島伸司をもう一人の芸能界の父と慕っている。「おまえがあの時バカやんなければ、俺達あと3年はいけたのにな」と言われたらしい。
離婚後も娘から「パパ」と呼ばれ非常に嬉しく、2023年映画「散歩屋ケンちゃん」で共演の実父石田純一を実生活で「パパ」と呼ぶようになったと語る。

## 家族・親族
- 曽祖父・石田武太郎（1890年 - 1934年、中外商業新報記者、政治家）
- 祖父・石田武（1926年 - 1989年、元NHKアナウンサー）
- 父・石田純一（1954年 - 、俳優）
- 母・星川まり（1955年 - 、父の最初の妻で、後述する作家・翻訳家の星川淳の妹） - 現在、緑の党グリーンズジャパンの社会運動部長を務める。
- 元妻
  - 三宅えみ（1977年 - 、元タレント。本名:恵美） - 2003年に妊娠、結婚。同年12月に長男の七音（ななと）[注 3]が誕生。2006年に離婚、長男はえみが引き取った。2007年に俳優の谷原章介と結婚、連れ子再婚。
  - 一般人 - 2014年に再婚。2017年、離婚[38]。
  - 飯村貴子（1998年 - 、元女優） - 2018年に妊娠、結婚（再々婚）。飯村は当時19歳、いしだとは24歳の年齢差が話題となった。2021年、離婚。2018年に誕生した長女の親権は飯村が持つ。
- 異母妹・すみれ（1990年 - 、モデル） - 父の2番目の妻・松原千明（1958年 - 2022年）の子。
  - 他に異母弟1人・異母妹2人（父の3番目の妻・東尾理子(1975年 - )の子）

親戚
- 伯母（父の姉）・石田桃子（音楽家、1950年 - 2023年）
- 叔父（母の兄）・星川淳（1952年 - 、作家、翻訳家、グリーンピース・ジャパン事務局長）[1]

## 略歴
- 1992年 - 『悲しいほどお天気』でテレビドラマデビュー。
- 1993年 - 『ひとつ屋根の下』で三男・和也役を演じる。
- 1995年 - 『未成年』でザテレビジョンドラマアカデミー賞 主演男優賞を受賞。1998年『聖者の行進』でも同賞受賞
- 2001年8月20日、舞台『大江戸ロケット』を降板し、芸能活動停止となる。
- 2003年に俳優復帰。
- 2003年12月17日、元タレントの三宅えみと結婚。
- 2004年12月19日、長男誕生。
- 2006年1月30日、三宅と離婚。長男は三宅が引き取る。
- 2007年3月26日、映画共演がきっかけで女優の川合千春と交際していることが発覚。
- 2009年1月26日、川合と一般女性との二股交際が発覚、所属事務所から無期限の謹慎を言い渡される。川合とは後に破局。
- 2009年1月31日、所属事務所から解雇。
- 2011年[21] - この頃から石川県内に居住[39]。
- 2014年7月14日、11歳年下の一般女性と2度目の結婚[40]。
- 2017年10月18日、2度目の離婚を発表[41]。
- 2018年、24歳年下の元女優と妊娠を機に3度目の結婚 [42][22]。
- 2018年9月20日、第二子女児誕生
- 2021年12月8日、3度目の離婚。

## 主な出演

### テレビドラマ
- ザ・テレビジョン10周年記念ドラマスペシャル 〜悲しいほどお天気〜（1992年9月23日、フジテレビ系）
- ボクたちのドラマシリーズ『放課後』（1992年10月15日 - 11月12日、フジテレビ系） - 高本浩平 役
- ひとつ屋根の下（1993年4月12日 - 6月28日、フジテレビ系） - 柏木和也 役
- じゃじゃ馬ならし（1993年7月5日 - 9月20日、フジテレビ系） - 久保田肇 役
- 世にも奇妙な物語 冬の特別編「にぎやかな食卓」（1994年1月6日、フジテレビ系）主演 - 森田浩二 役
- 君といた夏（1994年7月4日 - 9月19日、フジテレビ系） - 杉矢稔 役
- 未成年（1995年10月13日 - 12月22日、TBS系）主演 - 戸川博人 役
- ひとつ屋根の下2（1997年4月14日 - 6月30日、フジテレビ系） - 柏木和也 役
- 秋のドラマスペシャル「エデンの東」（1997年10月3日、TBS系）主演 - 波布知健二 役
- 聖者の行進（1998年1月9日 - 3月27日、TBS系）主演 - 町田永遠 役
- ボーイハント（1998年7月6日 - 9月21日、フジテレビ系） - 星野慶 役
- 蒲生邸事件（1998年11月26日、NHK BS9 / 2000年3月11日、NHK総合系）主演 - 尾崎孝史 役
- 山田太一ドラマ 春の惑星（1999年4月2日、TBS系） - 館林昌也 役
- リップスティック（1999年4月12日 - 6月28日、フジテレビ系） - 葛西孝生 役
- ピーチな関係（1999年10月11日 - 12月13日、よみうりテレビ・日本テレビ系）主演 - 北浜彰一 役
- 恋の神様（2000年1月14日 - 3月17日、TBS系） - 堤幸神 役
- 花村大介（2000年7月4日 - 9月19日、関西テレビ・フジテレビ系） - 香山洋一 役
- フードファイト 参ノ膳「激辛カレー対決!!魔術…心閉ざした少女」（2000年7月15日、日本テレビ系） - ゴンザレス岩上 役
- さらば天国に一番近い男（2000年12月29日、TBS系） 主演 - 春原隆 役
- 花村大介スペシャル「ナースを救え!!」（2001年1月2日、関西テレビ・フジテレビ系） - 香山洋一 役
- ジョシデカ!-女子刑事- Vol.1「激突! 女のバトル! 最低最悪コンビ誕生!」（2007年10月18日、TBS系） - 村上圭太 役
- 恕の人 -孔子伝-（2010年、中国CCTV） - 顔回 役
- 横浜見聞伝スター☆ジャン EPISODE:1（2013年10月12日 - 12月28日、tvk） - カケル / ブラックナイト（声） 役（特別出演）
- クロコーチ 第4話 - 第9話（2013年11月1日 - 12月6日、TBS系） - 拘置所係官 役
- アルジャーノンに花束を（2015年4月10日 - 6月12日、TBS系） - 白鳥久人 役
- 男と女のミステリー時代劇 第一話「あだ討ち」（2016年4月5日、BSジャパン） - 藤蔵 役
- 横浜見聞伝スター☆ジャン Episode:2（2016年4月24日 - 6月25日、tvk） - カケル / ブラックナイト（声） 役（特別出演）

### 配信ドラマ
- 歌で逢いましょう♪（2006年1月20日 - 3月31日、GyaO） - 時男 役
- CONNECT 覇者への道（2025年6月25日 - 、U-NEXT） - 東洋海本部長 上杉組組長 上杉義武 役[43]

### 舞台
- 毛皮のマリー（1994年、渋谷PARCO劇場）
- ワンダリング・アイズボズマンとレナ（1995年、六行会ホール）
- 毛皮のマリー（1996年、渋谷PARCO劇場）
- 愛の讃歌（1996年、東京芸術劇場）
- 大江戸ロケット（2001年、大阪松竹座。上記薬物所持による逮捕で途中降板）
- ぶるー・ブルー・バースディ（2007年、東京芸術劇場）
- 新・罪と罰（2009年、赤坂レッドシアター）
- ROMEO-午前0時の訪問者-（2009年9月30日 - 10月7日、全労済ホールスペース・ゼロ）
- HAMLET-青い薔薇のくちづけ-（2010年4月20日 - 26日、原宿クエストホール）
- いいえ、ヴィンテージです（2011年4月1日 - 5日、サンモールスタジオ／4月8日 - 11日、下北沢駅前劇場）
- わたしとアイツの奇妙な旅（2011年7月6日 - 10日、サンモールスタジオ）
- 砂のクロニクル（2011年10月19日 - 25日、ピープルシアター第53回公演）
- カルタゴの人々・イメルダ・フォーリーに捧ぐ（2012年3月14日 - 20日、ピープルシアター第54回公演）
- ニンギョヒメ（2012年1月10日 - 15日、ソラリエ 上野ストアハウス）
- ニンギョヒメ 再演（2012年5月16日 - 20日、CBGKシブゲキ!!）
- 新宿・夏の渦（2012年7月25日 - 31日、サンモールスタジオ新宿）
- スーパーダンガンロンパ2 THE STAGE 〜さよなら絶望学園〜（2015年12月3日 - 13日、Zeppブルーシアター六本木） - 左右田和一 役
- はんぶんホントのストーリー モデルドリームズ2025（2025年8月30日・31日〈予定〉、愛知県芸術劇場 小ホール） - 宮野博丸 役[44]

### 映画
- ヒーローインタビュー（1994年） - 星野 役
- ユーリ（1996年） - 主演 - 雅之 役
- イグナシオ（1996年） - 前田和夫（イグナシオ） 役
- アートフル・ドヂャース（1998年） - 早川優一郎 役
- The AURORA 海のオーロラ（2000年） - 息吹ヒロシ 役（声の出演）[45]
- インディアン・サマー（2005年） - 主演 - 戸村アキオ 役
- Strange Circus 奇妙なサーカス（2005年） - 田宮雄二 役
- 気球クラブ、その後（2006年）
- キャプテントキオ（2007年） - アロハ 役
- 虹色ハーモニー〜マイ・レインボウ・マン〜（2007年） - 主演 - 亮 役
- HEY JAPANESE! Do you believe PEACE,LOVE and UNDERSTANDING? 2008 2008年、イマドキジャパニーズよ。愛と平和と理解を信じるかい?（2008年） - トキオ 役
- 泪壺（2008年） - 雄介 役
- NIGHT☆KING ナイトキング（2009年） - 榎本武 役
- 鎧 サムライゾンビ（2009年） - 相原 役
- サムライダッシュ（2013年）
- 朝日のあたる家（2013年） - 健二 役
- 縁〜THE BRIDE OF IZUMO〜（2016年）‐ 角雄太 役
- RE:BORN（2017年） - ロック 役
- さざ波ラプソディー（2017年） - 松尾錠 役
- それ 〜それがやって来たら…（2018年） - 白塗りの男 役
- 100日後に退職する47歳（2022年公開予定）- 主演
- TURNING POINT 2（2022年12月10日）[46]
- 散歩屋ケンちゃん（2023年）- 主演 - 父親役の石田純一と初共演
- TURNING POINT 3（2023年10月14日）[47]
- 100秒の拳王 -ケンカバトルロワイアル-（2024年9月6日）[48]

### ラジオ
- Groovin' High Radio（2005年、インターFM）
- いしだ壱成 いっせのSEY!（ニッポン放送『伊集院光のOh!デカナイト』箱番組）

### 配信番組
- いしだ壱成 ラジオスターの喜劇（2024年5月 - （毎月第2日曜）、鳥越アズーリFM）※インターネットTV型ラジオ

### CM
- 明治製菓 「アメリカンチップス」（1994年）
- 資生堂コスメニティー 「uno」（1995年）
- タイ国際航空
- キリン「キリンレモンセレクト」
- ツーカーセルラー東京（1998年）

## ディスコグラフィー

### シングル
- WARNING（1994年2月25日）
- Love Popsy Love（1994年7月10日）
関西テレビ・フジテレビ系『新伍&紳助のあぶない話』エンディング・テーマ
- My Friend（1994年7月10日）
明治製菓「アメリカンチップス」CMソング
- Medicine Wheel（1995年6月25日）
日本テレビ系バラエティ『TVおじゃマンボウ』8月-9月期エンディング・テーマ
- MOON DANCE（1999年6月23日）
- マトリカ（2001年5月23日）
読売テレビ・日本テレビ系ドラマ『Pure Soul〜君が僕を忘れても〜』エンディング・テーマ

### アルバム
- Simple Thing（1994年3月25日）
- Stone Circle（1995年7月21日）
- ピーターと狼 / 象のババール（1996年6月10日）
ケント・ナガノの指揮によるリヨン歌劇場管弦楽団の演奏にナレーションとして参加。
- PUR（1999年7月28日）

### その他
- give it to me（2005年）
自身主演の映画『インディアン・サマー』の主題歌。
- BluePrint（2008/06/11、メーカー・レーベル：バンビプロモーション）- LA-PPISCHのMAGUMIとショコラータの渡辺蕗子と結成した異色ユニット「Venus&Mars」の初アルバム。

## 受賞歴
- 1992年
  - 第2回TV LIFE年間ドラマ大賞 新人賞（『放課後』）[49]
- 1994年
  - 第2回ザテレビジョンドラマアカデミー賞 ベストドレッサー賞（『君といた夏』）[50]
- 1995年
  - 第7回ザテレビジョンドラマアカデミー賞 主演男優賞（『未成年』）[51]
- 1998年
  - 第16回ザテレビジョンドラマアカデミー賞 主演男優賞（『聖者の行進』）[52]